# Blakeanthus
Blakeanthus là một chi thực vật có hoa trong họ Cúc (Asteraceae).

## Loài
Chi Blakeanthus gồm các loài: